# Paolo Barison
Paolo Barison (23. června 1936 Vittorio Veneto, Italské království – 17. dubna 1979 Andora, Itálie) byl italský fotbalový útočník a trenér.
První fotbalové krůčky zaznamenal v rodném městě Vittorio Veneto. V roce 1957 odešel do Janova, kde již hrál v nejvyšší lize. Svou pozornost upoutal, že za tři sezony vstřelil 30 branek a tak v roce 1960 přestoupil do Milána. Zde slavil svůj jediný titul v lize (1961/62) a následujícím roce slavil vítězství v poháru PMEZ 1962/63. V roce 1963 odešel do Sampdorie. Tady odehrál dvě sezony a odešel do Říma, kde taky působil dvě sezony. Za Neapol začal hrát v roce 1967 a za tři odehrané sezony vstřelil jen sedm branek. Poté odešel do druholigové Ternany. Na závěr své kariéry odešel hrát do Kanady, kde působil v Torontu Metros. Poslední zápasy v kariéře odehrál v regionální lize v Levante Janov v roce 1974.
Za reprezentaci odehrál devět utkání a vstřelil šest branek. Odehrál i dva zápasy na MS 1966.
Po ukončení fotbalové kariéry se stal trenérem. První práci dostal v Miláně, kde nahradil v roce 1976 Trapattoniho. Sezonu 1977/78 začal trénovat Pro Patrii ve které vydržel jen sezonu. Poté se stal pozorovatelem Turína, kterým byl až do 17. dubna 1979. Ten den jel společně s kolegou z klubu Radicem autem a měli autonehodu. Paolo při nehodě zahynul. Město Vittorio Veneto po něm pojmenovalo městský stadion.

## Hráčská statistika
| Sezóna               | Klub                 | Liga                 | Liga   | Liga | Ligové poháry | Ligové poháry | Ligové poháry | Kontinentální poháry | Kontinentální poháry | Kontinentální poháry | Celkem | Celkem |
| Sezóna               | Klub                 | Soutěž               | Zápasy | Góly | Soutěž        | Zápasy        | Góly          | Soutěž               | Zápasy               | Góly                 | Zápasy | Góly   |
| -------------------- | -------------------- | -------------------- | ------ | ---- | ------------- | ------------- | ------------- | -------------------- | -------------------- | -------------------- | ------ | ------ |
| 1956/57              | Benátky              | Serie B              | 29     | 12   | -             | 0             | 0             | -                    | 0                    | 0                    | 29     | 12     |
| 1957/58              | Janov                | Serie A              | 21     | 13   | IP            | 6             | 6             | -                    | 0                    | 0                    | 27     | 19     |
| 1958/59              | Janov                | Serie A              | 27     | 14   | IP            | 2             | 2             | -                    | 0                    | 0                    | 29     | 16     |
| 1959/60              | Janov                | Serie A              | 22     | 5    | IP            | 0             | 0             | -                    | 0                    | 0                    | 22     | 5      |
| 1960/61              | Milán                | Serie A              | 11     | 5    | IP            | 1             | 0             | -                    | 0                    | 0                    | 12     | 5      |
| 1961/62              | Milán                | Serie A              | 22     | 7    | IP            | 1             | 0             | -                    | 0                    | 0                    | 23     | 7      |
| 1962/63              | Milán                | Serie A              | 14     | 3    | IP            | 2             | 0             | PMEZ                 | 7                    | 6                    | 23     | 9      |
| 1963/64              | Sampdoria            | Serie A              | 25     | 14   | IP            | 0             | 0             | -                    | 0                    | 0                    | 25     | 14     |
| 1964/65              | Sampdoria            | Serie A              | 33     | 6    | IP            | 1             | 0             | -                    | 0                    | 0                    | 34     | 6      |
| 1965/66              | Řím                  | Serie A              | 32     | 6    | IP            | 1             | 0             | Vel.P                | 1                    | 1                    | 34     | 7      |
| 1966/67              | Řím                  | Serie A              | 30     | 7    | IP            | 1             | 1             | -                    | 0                    | 0                    | 31     | 8      |
| 1967/68              | Neapol               | Serie A              | 20     | 4    | IP            | 2             | 1             | Vel.P                | 3                    | 1                    | 25     | 6      |
| 1968/69              | Neapol               | Serie A              | 20     | 2    | IP            | 5             | 0             | Vel.P                | 2                    | 0                    | 27     | 2      |
| 1969/70              | Neapol               | Serie A              | 14     | 1    | IP            | 2             | 1             | Vel.P                | 5                    | 0                    | 21     | 2      |
| 1970/71              | Ternana              | Serie B              | 31     | 10   | IP            | 0             | 0             | -                    | 0                    | 0                    | 31     | 10     |
| Celkem v Serii A a B | Celkem v Serii A a B | Celkem v Serii A a B | 351    | 109  | -             | 24            | 11            | -                    | 18                   | 8                    | 393    | 128    |

## Hráčské úspěchy

### Klubové
- 1× vítěz italské ligy (1961/62)
- 1× vítěz poháru PMEZ (1962/63)

### Reprezentační
- 1× na MS (1966)